# Gloire au Père
 (août 2025).
Si vous disposez d'ouvrages ou d'articles de référence ou si vous connaissez des sites web de qualité traitant du thème abordé ici, merci de compléter l'article en donnant les références utiles à sa vérifiabilité et en les liant à la section « Notes et références ».

Dans le catholicisme, le Gloire au Père (en latin Gloria Patri) est une doxologie qui glorifie la Trinité. Pour la différencier de la prière du Gloire à Dieu, elle est parfois qualifiée de « petite doxologie ». Elle est notamment dite pendant la messe et durant la prière du Rosaire. Elle est souvent chantée. 
Son texte est souvent repris dans des œuvres de musique baroque, comme par exemple le grand motet Dominus regnavit de Mondonville, le Miserere en ut mineur de Zelenka ou le Magnificat de Bach.

## Le texte de la prière

### Français
Gloire au Père,
et au Fils,
et au Saint-Esprit.
Comme il était au commencement,
maintenant et toujours,
et dans les siècles des siècles.
Amen.

### Français (variante)
Gloire au Père,
et au Fils,
et au Saint-Esprit,
au Dieu qui est,
qui était, et qui vient,
pour les siècles des siècles.
Amen.  

### Latin
Gloria Patri,
et Filio,
et Spiritui Sancto.
Sicut erat in principio,
et nunc et semper,
et in saecula saeculorum.
Amen.